# Travis Ganong
Travis Ganong nació el 14 de julio de 1988 en Truckee (Estados Unidos), es un esquiador que ha ganado 1 Medalla en el Campeonato del Mundo (1 de plata) y tiene 2 victorias en la Copa del Mundo de Esquí Alpino (con un total de 4 podiums).

## Resultados

### Juegos Olímpicos de Invierno
- 2014 en Sochi, Rusia
  - Descenso: 5.º
  - Super Gigante: 23.º

### Campeonatos Mundiales
- 2011 en Garmisch-Partenkirchen, Alemania
  - Super Gigante: 18.º
  - Descenso: 24.º
- 2015 en Vail/Beaver Creek, Estados Unidos
  - Descenso: 2.º

### Copa del Mundo

#### Clasificación general Copa del Mundo
- 2009-2010: 149.º
- 2010-2011: 115.º
- 2011-2012: 88.º
- 2012-2013: 57.º
- 2013-2014: 23.º
- 2014-2015: 29.º

#### Clasificación por disciplinas (Top-10)
- 2013-2014:
  - Descenso: 9.º

#### Victorias en la Copa del Mundo (2)

##### Descenso (2)
| Fecha                   | Lugar                  |
| ----------------------- | ---------------------- |
| 28 de diciembre de 2014 | Santa Caterina         |
| 27 de enero de 2017     | Garmisch-Partenkirchen |